# Autobahn (autoroute)
Pour les articles homonymes, voir Autobahn.

Le réseau autoroutier allemand.

Le mot Autobahn (prononciation allemande: /ˈaʊ̯toˌbaːn/,, ? Écouter [Fiche]) désigne l'autoroute dans la langue allemande et dans les pays germanophones. En Allemagne, le terme officiel est Bundesautobahn (ou BAB, « autoroute fédérale »). Le pluriel, die Autobahnen, désigne le système autoroutier.

## Description
Les autoroutes allemandes n'ont en général pas de limite de vitesse, sauf pour certaines catégories de véhicules,,. Cependant, dans certaines zones urbanisées, de mauvaise qualité, sujettes à l'accident, aux embouteillages, ou en travaux de construction ou d'entretien, des limites générales, soit temporaires soit permanentes, peuvent être imposées et affichées par signalisation.
Le réseau autoroutier de l'Allemagne a une longueur totale d'environ 12 993 kilomètres en 2016 dont environ 66 % en vitesse illimitée,,. Mais les zones où la vitesse n'est réellement pas limitée représenteraient une part moins importante du réseau autoroutier, compte tenu de travaux permanents et de problèmes de congestion du trafic.

## Statistiques
Une étude, datant de 2010, de l'ACE (Auto Club Europa), fondée sur les chiffres du Statistisches Bundesamt, indique pour l'année 2009 un nombre de 475 tués sur les autoroutes allemandes, soit 11,44% de la mortalité routière nationale. Le nombre d'accidents est de 18 394, soit 5,6%, en baisse de 28,1% par rapport à l'année 2000. Les risques liés à la vitesse excessive, mais aussi aux camions de marchandises, sont cités. En 2017, selon les autorités allemandes, les tronçons d'autoroutes sans limitation concentreraient « trois quarts » des décès sur 62% du réseau, alimentant un débat sur une limitation de vitesse globale, que le journal Der Spiegel propose à 200 km/h, afin de réduire un "tourisme de la vitesse",. L'ADAC, principale fédération automobile allemande, reprenant une source Destatis, dénombre, pour l'année 2022, 286 morts sur l'autoroute dont 193 (soit 68%) sur les tronçons non limités, pour 70,4% du kilométrage.

### Vitesse moyenne
En 2024 selon une étude de l'Institut de l'économie allemande (IW), la vitesse moyenne sur les autoroutes allemandes s'établit à 113,5 km/h, en baisse régulière sur les dernières années. À peine 1 % des automobilistes dépassent les 160 km/h.

## Perspectives de la vitesse libre sur autoroute
En 2020 l'ADAC annonce que ses membres sont à 50% contre — mais 45% pour — une limitation générale sur les autoroutes, regrette la polarisation des débats y compris parmi ses membres, et demande des débats plus sérieux. Les experts de l'ADAC demandent une adaptation flexible et affirment qu'il n'y a pas plus d'accidents sur les portions sans limites que sur celles à 120 ou 130 km/h. Selon une porte parole de la Bundesanstalt für Straßenwesen (de), la vitesse moyenne mesurée sur les autoroutes est de 117 km/h. Au sein de la coalition au pouvoir de 2018 à 2021, les ministres de l'environnement Svenja Schulze (SPD) et des transports Andreas Scheuer (CDU) s'opposent sur cette limitation. En janvier 2023, le ministre des transports allemand Volker Wissing rejette l'idée d'une limitation évoquant des impératifs économiques. 
Pour les experts de l'Institut de l'économie allemande, la majorité des conducteurs roulant déjà à des vitesses modérées, l'impact d'une limitation stricte sur la circulation serait marginal. Ils pointent du doigt d'autres enjeux plus importants pour l'avenir du transport: des routes vieillissantes et des réseaux sous-dimensionnés.